# جون دود
جون دود (بالإنجليزية: John Dodd)‏ هو فارس أسترالي، ولد في 1863، وتوفي في 1881.